# Benoît Cerexhe
Benoît Marie Etienne Willy jonkheer Cerexhe (Etterbeek, 18 juni 1961) is een Belgisch advocaat en politicus voor het cdH, sinds maart 2022 Les Engagés genaamd.

## Levensloop
Cerexhe is een zoon van de jurist prof. dr. dr. h.c. Etienne baron Cerexhe (1931-2020) en draagt na de verheffing van zijn vader in de Belgische adel in 2010 het predicaat van jonkheer. 
Hij volgde de Latijn-Griekse humaniora aan het Sint-Michielscollege in Etterbeek en studeerde af als licentiaat in de rechten aan de Université Catholique de Louvain. Beroepshalve werd Cerexhe advocaat, gespecialiseerd in commercieel recht.
Op jonge leeftijd trad Cerexhe toe tot de toenmalige PSC (zoals cdH voor 2002 heette) en werd voor deze partij in oktober 1982 op 21-jarige leeftijd verkozen tot gemeenteraadslid van Sint-Pieters-Woluwe. Van 1989 tot 2000 was hij er schepen van Werk, Personeel, Informatica, Jumelages en Erediensten en van 2006 tot 2012 was hij verhinderd schepen in de gemeente. 
In juni 1999 werd hij actief op gewestelijk niveau toen hij voor de PSC verkozen werd in het Brussels Hoofdstedelijk Parlement en er fractieleider van de PSC- en later de cdH-fractie werd. Cerexhe bleef fractieleider tot in 2004. In 2007 werd hij ook verkozen tot lid van de Kamer van volksvertegenwoordigers. Hij legde de eed af als Kamerlid, maar nam daarna ontslag om minister te kunnen blijven. In 2004, 2009 en 2014 werd hij ook herkozen als Brussels Hoofdstedelijk Parlementslid.
Van juli 2004 tot juli 2009 was Cerexhe minister van Tewerkstelling, Economie, Wetenschappelijk Onderzoek, Brandbestrijding en Dringende Medische Hulp in de Brusselse Hoofdstedelijke Regering en voorzitter van de Franse Gemeenschapscommissie. Vervolgens was hij in deze regering van juli 2009 tot maart 2013 minister van Tewerkstelling, Economie, Buitenlandse Handel en Wetenschappelijk Onderzoek. Na de gemeenteraadsverkiezingen van 14 oktober 2012 vormde Cerexhe een bestuursmeerderheid in Sint-Pieters-Woluwe, waarna hij in maart 2013 burgemeester werd. Hierdoor nam hij in diezelfde maand ontslag als Brussels Hoofdstedelijk minister en werd opgevolgd door Céline Fremault.
Na zijn ontslag als minister keerde hij terug het Brussels Hoofdstedelijk Parlement en nam opnieuw de functie van cdH-fractievoorzitter op. Hij bleef nog in het Brussels Parlement zetelen tot aan de verkiezingen van mei 2019 en was toen geen kandidaat meer.
Na de verkiezingen van oktober 2018 werd hij opnieuw burgemeester van Sint-Pieters-Woluwe. Ook na de gemeenteraadsverkiezingen van oktober 2024 kon hij burgemeester blijven.